# Galería Príncipe de Nápoles

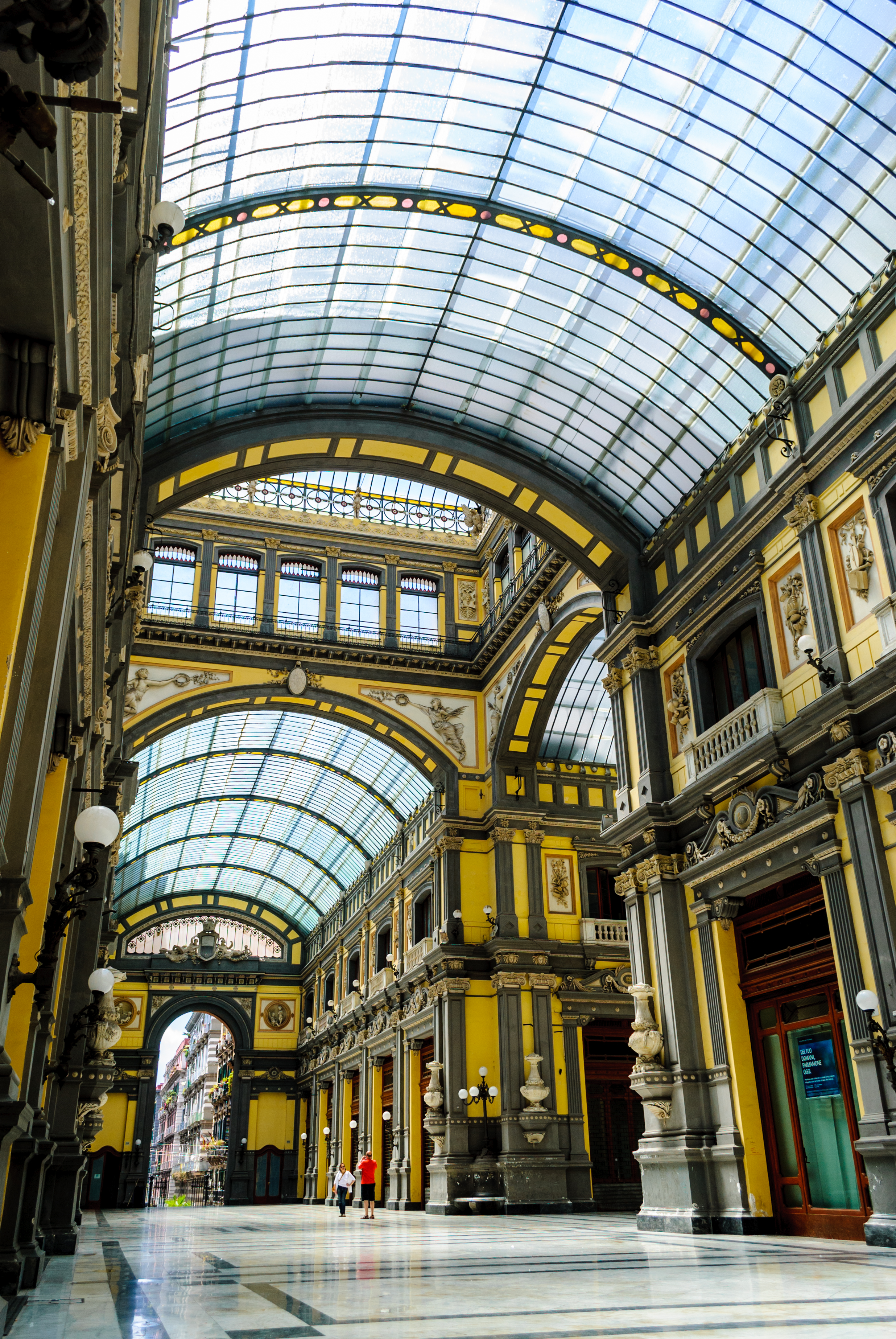
Interior de la Galería.

La Galleria Principe di Napoli (en español: Galería Príncipe de Nápoles) es una galería comercial construida en Nápoles, Italia, entre 1873 y 1883.

## Historia
La zona donde se encuentra la galería, desde finales del siglo XVI, fue ocupada por el almacén de granos de la ciudad, llamado fosse del grano (fosas del grano, como consistía en varios agujeros). Debido a la abolición en 1804 del monopolio de las existencias de cereales, el edificio fue utilizado como prisión, depósito y cuartel militar. En ocasión de las revoluciones liberales de 1848, se propuso su demolición para edificar el nuevo Parlamento, pero la idea no obtuvo respuesta. En 1852, el arquitecto municipal Gaetano Genovese propuso la demolición de las fosse del grano para que se prolongara Via Toledo hasta el Museo Arqueológico. La nueva propuesta prosperó pero, tras empezar las obras de demolición, derrumbar la Puerta de Costantinopoli en 1853 y abrir, el 30 de mayo del mismo año, la calle llamada Salita delle Fosse del Grano, los trabajos fueron interrumpidos en 1856, probablemente debido a la influencia decisiva del monasterio de Santa Maria di Costantinopoli, ya que el proyecto afectaría a su jardín. Hasta la caída del Reino borbónico, se hicieron vanos intentos de reanudar las obras, con la presentación de nuevos proyectos.
Después de la Unificación de Italia, se presentó un proyecto de reconstrucción del lugar por parte de los arquitectos Nicola Breglia y Giovanni De Novellis, quienes en 1863 repararon la Salita delle Fosse del Grano, que pasó a llamarse Via Museo Nazionale (la actual Via Pessina); sin embargo, para la reconstrucción de los edificios pronto se manifestaron múltiples dificultades, ya que surgieron muchas oposiciones. En 1868, los dos arquitectos presentaron un nuevo proyecto, presentando el plan urbano entre el Museo Arqueológico y Piazza Dante aún existente. Una vez aprobado, las obras empezaron.

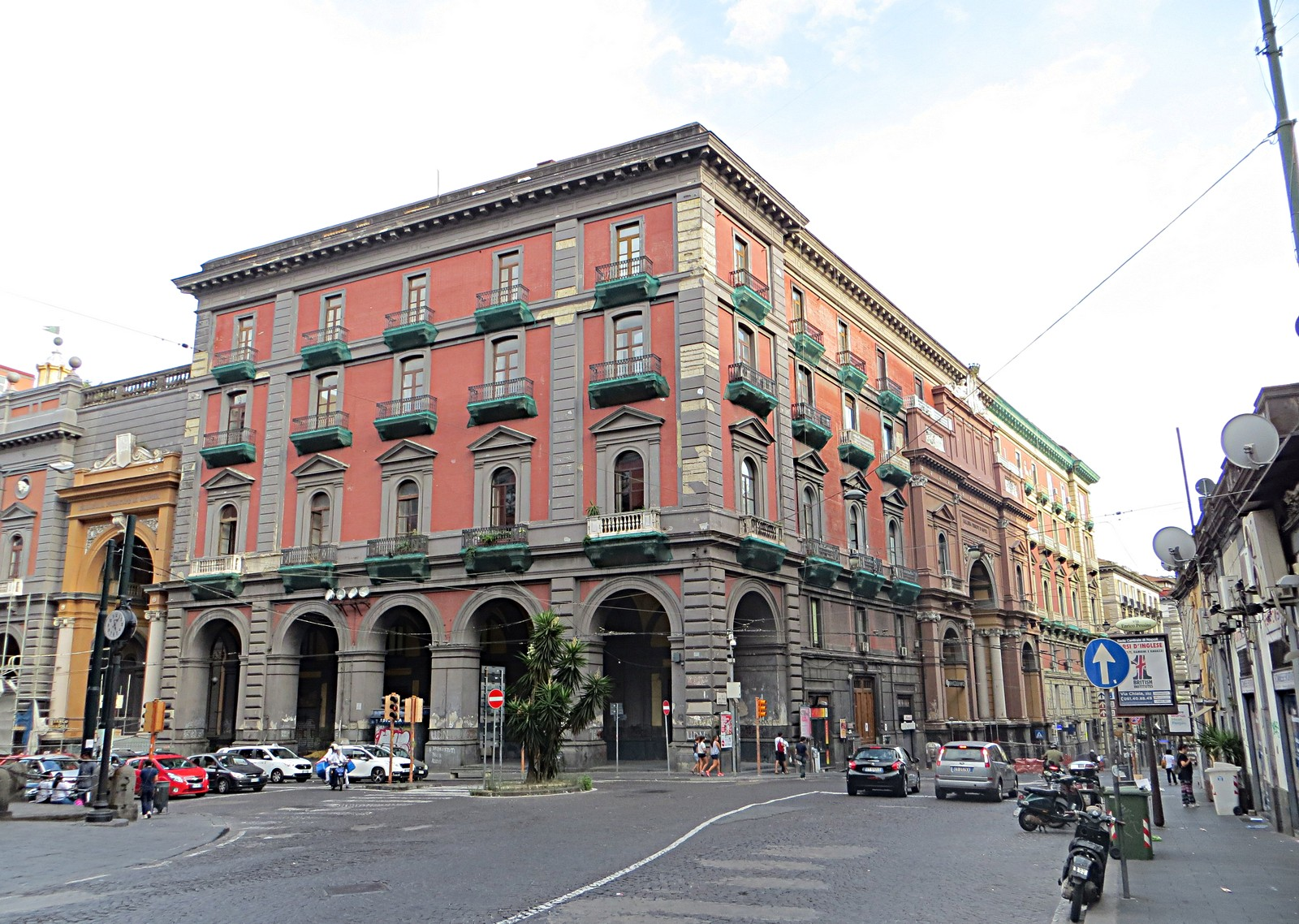
El exterior de la Galería, lado Via Pessina y Piazza Museo.

También se abrió Via Bellini, que se hizo terminar en la parte sur delante del Palacio Rinuccini, propiedad del barón Tommasi, uno de los más reacios a las transformaciones que, al principio, afectaban a su Palacio. También en el lado norte ocurrieron problemas, que impidieron que la calle terminara frente al Museo Arqueológico. Por ello se tomó la decisión de edificar un pórtico, que en 1869 fue transformado en una galería comercial con cubierta de hierro y cristal. Las obras empezaron en 1870, con proyecto de los mismos Breglia y De Novellis, pero los trabajos se desarrollaron de manera discontinua y se terminaron sólo en 1883.
Debido a la falta de mantenimiento y a su deterioro, en agosto de 1965 la fachada de su entrada hacia Piazza Museo colapsó. La estructura, gravemente dañada, estuvo apuntelada durante dos años: de hecho, ya que la galería se encontraba en estado destartalado y se reconoció que nunca cumplió la función comercial para la que fue erigida, entidades y figuras propusieron su demolición definitiva para realizar, en su lugar, un edificio de oficinas y viviendas, una zona verde o un aparcamiento subterráneo del Museo. Sin embargo, en junio-julio de 1969 se llevaron a cabo las obras de acondicionamiento.
En el bienio 2007-2008 la galería fue totalmente reestructurada y puesta a disposición del público en junio de 2009.

## La arquitectura
La galería fu construida en ladrillo, con una cubierta de hierro y cristal. Consiste en tres brazos, cada uno de los cuales termina con una salida. También estaba prevista la construcción de un cuarto brazo, pero no fue posible realizarlo por la presencia de la iglesia de Santa Maria di Costantinopoli. Al frente del Museo Arqueológico, la salida de la galería se inserta en un amplio pórtico. Las tres salidas tienen escaleras de longitud diferente, debido al desnivel entre Via Enrico Pessina, Piazza Museo y Via Broggia.